# 束昱辉
束昱辉（1968年6月30日—），原名束必和，江苏省盐城市大丰区新丰镇裕北村人，权健自然医学集团董事长兼总经理，原中国农工民主党中央委员，第十三届全国政协委员，天津市武清区政协委员，现已被刑事拘留。束昱辉2004年创办权健集团，2013年拿到直销牌照。权健公司的业绩自2012年的5.5亿元人民币上涨至2013年的50亿元人民币，2014年增加到135亿元人民币。尽管业绩不断提高，但束昱辉和他的权健集团争议不断，被指虚假宣传、夸大产品效果、欺骗消费者、涉嫌传销、非法集资等。2013年芦山地震后，束昱辉向灾区捐款1亿元人民币，因此被《公益时报》评为2014年度中国十大慈善家。束昱辉的权健集团在2015年收购了天津松江足球俱乐部，后将其改名为天津权健足球俱乐部。2018年底，丁香医生微信公众号文章“百亿保健帝国权健，和它阴影下的中国家庭”，揭露权健涉嫌欺诈、传销等违法行为，文章迅速引起关注，天津市组成联合调查组开展调查。2019年1月7日，束昱辉被刑事拘留，2019年1月10日，中国农工民主党第十六届中央常务委员会举行第五次会议。会议一致通过撤销束昱辉第十六届中央委员会委员职务的决定，并提交中央委员会全体会议予以追认。

## 生平

### 早年经历
各种资料中，束昱辉的出生地有多个不同版本：江苏省扬州市、山东省菏泽市、江苏省兴化市大营镇等等。据《新京报》记者调查，束昱辉是江苏省盐城市大丰区新丰镇裕北村人。
权健集团的官方资料和束昱辉传记《生命的代价：民间秘方瑰宝铸就当代神医》（束昱辉亲自为此书作序）都声称，束昱辉1992年本科毕业于清华大学。但是各种资料中，束昱辉在清华大学学习的专业也有不同的版本，一说是国际经济项目管理专业，另一说是经济管理专业与中医学专业。清华大学校方曾表示，校友名单里没有束昱辉，也没有束必和。《新京报》记者调查，1992年时清华大学并没有经济管理专业，也没有中医学专业。束昱辉老家的人均否认他曾进入清华大学读书。《新京报》记者引述“权威消息源”称，束昱辉的最高学历实际为盐城工学院。
据《新京报》调查，束昱辉少时成绩一般，生性顽皮，一次在村里聚众赌博，被人举报，他破窗而逃。老家村民评价他很早就展现出了商业头脑。初中毕业之后，他曾在老家附近的学校贩卖文具，赚了一些钱。还有村民回忆，束昱辉十几岁时曾去新丰镇某机械厂当电工，后来厂子倒闭，工人四散。

### 创业之初
权健宣传资料称，束昱辉毕业后进入江苏省一个县级市的政府部门负责领导工作，1994年辞职出国，到国外学习国际市场营销管理；三年之后，束昱辉回国从事营销，资料称他的“ES营销工程”引领了中国电子商务新趋势，声称他成为“2001年中国经济年度新闻人物候选人”（另有资料宣称他是2001年中国新闻人物）。另一份资料称，束昱辉1995年从电力系统辞职，成为“北漂”，一边在《中国保健》杂志社工作，一边向老中医学习医术。资料声称，束昱辉生于江苏扬州的一个医学世家，他结缘中医是因为中医治愈了他母亲的癌症。资料称，20世纪90年代初，束昱辉的母亲被确诊出鼻咽癌转移到淋巴，西医无能为力，但一副中医秘方让束昱辉的母亲完全康复，束昱辉因此被中医的力量折服，并立志探索弘扬中医文化。1999年，束昱辉来到天津，创办了一家融合电子商务与自然医学保健业的企业，公司开办之初产值就超过一亿元人民币，但是由于用人失误，束昱辉破产了，“负债累累，露宿街头”。
束昱辉自称，他1999年去天津之前，在北京的《中国保健》杂志社工作。媒体采访中，工作人员表示《中国保健》已在2009年年底停刊，束昱辉是杂志社理事会副理事长，并非杂志社的正式员工；在杂志刊登过广告就可以成为理事会的成员。
据《新京报》调查，束昱辉早年经商不成功，曾欠下债务。束昱辉2000年注册成立天津市盛鹏科技有限公司，宣称自己是卫生部下辖的全国高科技健康工委自然医学产业专业委员会副主任，公司总部设在天津火车站背后的一座大楼里，那时他的名字还是束必和。这家公司到2004年初就已衰败，后来被吊销。全国高科技健康产业工作委员会后来被取缔。

### 创建权健
宣传资料称，束昱辉自2000年起在中国多省收集中医秘方。2013年的报道称，束昱辉曾在广西花费8,000万元人民币向一位老农购买了治疗癌症的秘方。报道称，束昱辉收集的药方中，有特效的药方超过一千副，其中超过六百副已实现产业化生产。2004年，束昱辉在天津创建了权健公司，公司业务包括医疗、制药、研发、培训。公司创立之初，束昱辉率领研发团队推出火疗疗法和火疗液精油。此后，权健公司又推出系列调理品。公司的其他产品包括售价千元人民币的“骨正基”鞋垫、售价22,500元的双歧胶囊等等。公司还在成都锦江等地建设医院。2013年8月7日，权健集团获得中华人民共和国商务部颁发的直销牌照，许可的直销产品是1类13种化妆品。取得直销牌照后，权健集团的业绩迅速上升，自2012年的5.5亿元人民币上涨至2013年的50亿元人民币，2014年增加到135亿元人民币。业绩增长的同时，权健集团陷入争议。媒体报道其涉嫌传销、夸大疗效、虚假宣传。
2014年9月，束昱辉坐直升机回盐城大丰市区家乡过中秋节。

### 参与政治
2013年4月22日，中国农工民主党天津市委召开十届六次常委会议，同意束昱辉等二人入党。同一天，束昱辉来到位于北京的中国农工民主党中央党部会见农工党领导，通过农工党中央向四川雅安地震灾区捐款1亿元人民币。媒体统计，2013年至2018年农工党天津市委一般每季度开一次会确认新党员，一次通常公示十几位或者几十位新党员；2013年第二季度，农工党天津市委却开了两次会，其中一次仅确认了两名新党员。有人怀疑农工党天津市委当时专门为束昱辉开会，从而使他在当天可以用党员的身份去北京会见农工党高层。2013年，天津市武清区政协换届，束昱辉成为区政协委员。2016年6月中国农工民主党第十五届中央常务委员会第十四次会议上，党主席陈竺讲话提到束昱辉，称“各级组织和广大党员的参与和支持，是我们开展扶贫工作的源泉所在。比方说，束昱辉同志为芦山地震灾后重建捐资１亿元，并为同心全科医生特岗人才基金捐资１千万元，为全党的扶贫工作提供了有力支持”。
2017年11月底，中国农工民主党第十六次全国代表大会在北京召开。会议选举了第十六届中央委员会，束昱辉成为214位中央委员之一。2018年1月，束昱辉成为第十三届全国政协委员，代表经济界。在北京参加政协会议期间，束昱辉接受了《中国食品安全报》的采访，说道“不能否认的是我国的保健食品市场还很乱，比如夸大宣传和产品暴利的现象都很严重，这需要规范和加强宣传管理、定价管理”。2018年8月，中国农工民主党开办的中国初级卫生保健基金会换届，束昱辉当选副理事长。
2018年12月底，天津市对权健开启调查。据中国农工民主党官网，12月25日农工党中央得知权健涉嫌违法后，就派中央监督委员会办公室负责人赴天津了解事情进展；2019年1月1日天津市公安部门对权健立案后，农工党中央在1月2日召开主席办公会，认定束昱辉涉嫌犯罪，要求中央监委及时、严肃处理；7日，束昱辉被拘留，8日农工党中央即启动组织程序，9日召开主席办公会听取中央监委汇报；10日，农工党中央召开主席会议提议召开中央常委会全体会议，当天中国农工民主党第十六届中央常务委员会第五次全体会议决定撤销束昱辉中央委员会委员职务，交中央委员会全体会议追认。中国农工民主党天津市第十一届常务委员会则在2019年1月开除了束昱辉的党籍。同时，天津市工商联和河西区工商联决定撤销束昱辉十四届天津市工商联执委、常委、市商会副会长，十二届天津市河西区工商联执委、常委、副主席等职务，开除其天津市河西区工商联会籍；全国政协天津市河西区第十四届委员会第十二次常委会议也决定免去束昱辉政协天津市河西区第十四届委员会常委职务，撤销其委员资格。1月23日，全国政协第十三届全国委员会第十五次主席会议审议通过了关于撤销束昱辉政协第十三届全国委员会委员资格的决定，提请第五次常委会会议追认。3月1日，全国政协十三届常委会第五次会议追认关于撤销束昱辉全国政协委员资格的决定。

### 慈善事业
2013年雅安地震后，束昱辉令权健集团成都医院组建医疗队赴灾区救灾，并通过中国农工民主党中央向灾区捐款1亿元人民币。据2018年底权健公司的声明，权健每年约花费5,000万元人民币做公益，自2005年至2018年底捐款超过5亿元。

### 体育事业
2015年初，束昱辉的权健集团宣布出资1亿元人民币冠名中国足球超级联赛球队天津泰达，成为泰达的战略合作伙伴。权健提出力争三年打入亚洲冠军联赛、五年进军世俱杯的目标。消息传出后，一些天津球迷表示抵制，有球迷认为权健涉嫌传销、名声不佳，恐怕会拖累球队。当时就有传闻，权健集团的目标逐步收购天津泰达俱乐部。有报道称，权健与泰达谈判时，起初提出全资收购，遭到泰达拒绝后改为提议收购51％以上的股份，再次被拒绝后决定以1亿元人民币冠名球队一年。报道称，权健之所以投资足球，是为了扭转企业的形象。赛季前，权健帮助天津泰达队引进重要球员巴尔克斯。权健集团还为每场联赛提供400万元人民币的赢球奖金。夏季转会期，权健与天津泰达因孙可转会案分道扬镳。6月18日中超球队江苏舜天宣布队中的中国国家足球队球员孙可以6600万人民币转会天津泰达队。然而，天津泰达俱乐部不承认孙可的转会，不为孙可办理转会手续。6月24日，天津泰达与权健集团谈判，谈判后权健集团决定中止赞助天津泰达。孙可转会纠纷有多种说法。泰达俱乐部的说法是，孙可工资过高，加盟后会打破俱乐部的平衡，所以拒绝签下孙可。有人质疑这种说法，认为虽然转会过程中天津泰达俱乐部没有露面，但是完成转会谈判必须要有天津泰达的公章，如果害怕打破平衡，泰达俱乐部完全可以不盖章。束昱辉的说法是，年初与泰达签约时已经约定，权健并非赞助商，而是股东，2015年时权健拥有50％的股份，2016年增加至70％，2017年增至90％，约定2015年6月时泰达俱乐部将经营管理权交给权健集团，但泰达没有履约。
2015年7月3日，权健集团转向天津市的另一家足球俱乐部，全资收购中国足球甲级联赛天津松江。由于天津松江已经用完了内援名额，孙可暂时回到江苏舜天踢球，但要在2016年回到天津权健效力。天津松江被收购时排名中甲联赛倒数第四。7月7日，权健集团与天津松江举办新闻发布会，正式宣布收购事宜。束昱辉在会上提出“四步走”，第一步是保级，随后三步分别是冲超、亚冠、世俱杯。束昱辉称，2016赛季将“不惜一切代价，不惜余力地为冲超做准备”，用中超班底踢中甲联赛。2015年9月，权健宣布巴西人卢森博格将在2016年赛季出任球队主教练，权健与他的九人团队签订了合同，团队年薪达1,000万欧元，若球队成功冲入中超自动续约。报道还说，权健计划签下巴西国脚帕托。2015年12月底，天津权健相继签下巴西球员贾德森、法比亚诺。权健为贾德森支付了500万欧元的违约金，开出的年薪超过300万欧元。法比亚诺年薪折合人民币1,084万元。
权健集团还赞助了2015年第十八届亚洲女子排球锦标赛。2015年6月，权健集团为天津女排提供1000万人民币引援基金。权健集团还冠名赞助了2015年中国乒乓球俱乐部超级联赛。此外，权健收购了大连骏丰女足，为球队补发了之前拖欠的工资和奖金，并将工资和奖金额度提高。2015年年底，权健集团聘请已退役的中国女足球员韩端担任权健足球事业部总经理助理。

### 争议
中国青年网等媒体报道，权健集团涉嫌传销。媒体报道，权健公司主要的营利模式是：用高收益吸引会员，会员发展下线购买权健产品，当下线会员数和下线购买的产品数达到一定数量后，上家会得到红利回报；会员购买权健产品无法退货，只能通过发展下线挽回损失。权健集团拥有直销牌照，但这种销售方式不符合《直销管理条例》，却属于《禁止传销条例》所列举的传销。例如，权健的奖金制度属于多层次直销，违反了这两项规定。此外，权健集团的销售行为也超出了直销牌照允许的产品种类和销售区域。山东、辽宁的媒体都曾报道权健集团涉嫌传销。山东临沂、德州等地的公安机关曾破获为权健集团工作的传销团伙。
权健集团的产品涉嫌夸大疗效、虚假宣传。权健推出的“KA爱心工程礼盒”售价9,500元人民币，号称可以在5分钟内检测出是否有患癌风险、预计何时患癌、预计患癌的程度，技术超前世界五至十年。国家食品药品监督管理总局的数据显示，“KA爱心工程礼盒”中仅有“辅酶Q10”和“灵芝王”是通过批准的保健食品，其他仅仅是普通食品。权健公司售价22,500元的双歧胶囊宣称是“有史以来最强大的抗衰剂”、“从机体的源头改变人体的衰老状态”。国家食品药品监督总局的数据显示，双歧胶囊的药效只有“改善胃肠道功能（调节肠道菌群）、免疫调节”。权健推出的cAmp饮品号称“对癌细胞具有较强的直接和间接杀伤和诱导癌细胞凋亡及逆转的作用”。权健公司宣称，产品“负离子磁卫生巾”含有芯片，男人使用可以治愈前列腺炎。权健宣称，另一款产品“骨正基”鞋垫售价1,068元人民币，主要功能是矫正骨骼，可治疗腰间盘突出、颈椎病、肩周炎导致的疾病；“骨正基”可治疗睡眠不好、O型腿、脚干、脚裂、脚疼、脚鸡眼。公司宣传中“骨正基”几乎包治百病，放在头上可治疗头痛，放在腰上可治腰痛，放在裤裆里可以治前列腺炎，放在腋窝可以迅速治好突发心脏病。报道称，权健集团的做法违反了《保健食品广告审查暂行规定》和《中华人民共和国药品管理法》。
还有媒体报道，数名消费者将权健告上法庭。束昱辉曾为一位四岁女孩提供权健药品，帮助她治疗骶尾部恶性生殖细胞瘤。女孩服用数月后病情不见好转，家人弃用权健产品，但是权健却在多家网站上宣称该公司的产品让这位女孩重获新生，家长控告权健虚假宣传。一位消费者接受权健火疗、在面部涂抹权健产品火龙液后，几乎毁容，但权健不予理睬，声称只是经销商违规。另一名消费者服用双歧胶囊后出现过敏，停止服用后面部也无法恢复原来的状态，权健公司拒绝退货。另外，权健公司曾与影星赵雅芝签约，请后者代言双岐胶囊，但权健随后违规将赵雅芝的形象、姓名用于宣传合同之外的其他产品、服务，赵雅芝后来委托律师发表声明结束与权健的合作。
权健的宣传资料中将束昱辉称为“当代神医”，每天都有几十或者上百人找他看病，声称束昱辉曾在2009年被评为“2009年度中国自然医学领军人物”和“特效医术名医”。然而，记者向权健客服部求证，工作人员表示束昱辉没有行医资格证，不是医生，从不为人看病，曾学过医但是具体学校不清楚。
媒体亦对束昱辉的一系列头衔提出质疑。权健集团网站上宣称束昱辉是中华人民共和国卫生部保健理事会副理事长、全国高健委自然医学产业委员会主任（或全国自然医学委员会常务副主任）。记者调查发现，卫生部并没有保健理事会；名字与之最接近的是中国保健协会，但工作人员表示没有听说过束昱辉。由于未作登记擅自以社团名义活动，全国高健委的上级机构全国高技术产业化协作组织在2010年被中华人民共和国民政部取缔。另有媒体报道，2010年初时全国高健委自称已下设有36个专业委员会，花钱即可成为高健委下属的专业委员会，交2万元人民币即可得到下属专业委员会颁发的公章和证书。权健集团网站宣称，2011年束昱辉出席了第六届中国企业发展自主创新论坛并被评为中国杰出创新人物。然而，《新京报》报道，中国民营企业家协会借中国企业发展自主创新论坛敛财，缴纳一定数额的赞助费即可获奖。
2014年8月2日，四川省自贡五心权健医院院长肖翠琴以建设泸州五心权健医院为名募集资金，当地警方以其涉嫌非法集资将其逮捕，检察院对其提起公诉。权健集团回应称三年前即与肖翠琴解除合同，非法集资纯属肖翠琴个人行为。

### 从被查到被捕
2018年12月25日12时19分，丁香医生微信公众号发表《百亿保健帝国权健，和它阴影下的中国家庭》揭露权健集团涉嫌欺诈、传销等违法问题。文章开头讲述了内蒙古4岁女童罹患癌症，因相信权健公司而耽误了治疗、最终不治，权健反而利用她的照片、信息编造权健治愈女童癌症的材料用于宣传，女童的父亲将权健公司告上法庭却被判败诉。内蒙古一名4岁女童周洋身患癌症在北京儿童医院治疗，经历4次手术、23次化疗后，虽然治疗不够顺利，但肿瘤标志物甲胎蛋白回到了正常水平。此时，其父周二力相信了权健公司的宣传介绍，让她离开医院，听从权健公司的治疗方案，中止化疗、不再服用西药，改而服用权健公司销售的产品。服药两个月左右，周洋病情恶化，她再次入院治疗，医生发现肿瘤复发并且发生了转移。大约同时，周洋的父亲开始接到大量的电话询问权健公司是否治愈了周洋的癌症。很多网页、博客、论坛中开始出现宣传权健治愈女童癌症的资料，其中有周洋的名字、病情、照片以及周洋一家与束昱辉的合照。周二力将权健公司起诉至赤峰市松山区人民法院，要求权健删除网络上的宣传内容并道歉。松山区人民法院认为原告无法证明网上使用周洋病情、名字、肖像的资料来自权健公司，因此判周二力败诉。权健公司在法庭上声称，周洋病情加重是因为她接受媒体采访、过度劳累、饮食不当。文章还提到束昱辉发明的火疗、骨正基鞋垫、负离子卫生巾等，权健公司宣称这些产品、服务可以治疗多种疾病。火疗曾导致烧伤、后遗症，而客户以此起诉权健时却往往败诉，因为权健将责任推给了加盟商。权健销售的本草清液号称可以排毒，然而它在药监局的备案是风味饮料，有医生认为它就是普通果汁。文章还指称，权健的销售、加盟模式有传销嫌疑。
12月26日1时29分，权健公司官方微信号发表声明，指称丁香医生“利用从互联网搜集的不实信息，对权健进行诽谤中伤，严重侵犯权健合法权益，致使社会大众对权健品牌造成误解”，要求丁香医生撤回文章、登报道歉。26日下午，媒体报道天津市武清区市场监管局已注意到丁香医生的文章，正在核实情况。27日，国家市场监管总局表示已经关注此事，相关司局正在了解情况。27日下午2时51分，天津市政府新闻办微博“天津发布”称，中共天津市委、市政府已责成天津市市场监管委、市卫健委和武清区等部门组成联合调查组进驻权健公司进行调查。
2019年11月14日，天津市武清区人民检察院官网发布消息称，权健自然医学科技发展有限公司、束昱辉等人涉嫌组织、领导传销活动等案，已由天津市武清区人民检察院依法向天津市武清区人民法院提起公诉。2020年1月8日，天津市武清区人民法院一审宣判权健自然医学科技发展有限公司及束昱辉等组织、领导传销活动案。权健公司及束昱辉等12名被告人被判有罪。束昱辉被判处有期徒刑9年，并处罚金5000万元人民币。